# Каракопа (Фёдоровский район)
Каракопа (каз. Қарақопа) — село в Фёдоровском районе Костанайской области Казахстана. Входит в состав Банновского сельского округа. Находится примерно в 22 км к востоку от районного центра, села Фёдоровка. Код КАТО — 396835200.
В 7 км юго-востоку находится озеро Солёное.

## Население
В 1999 году население села составляло 387 человек (188 мужчин и 199 женщин). По данным переписи 2009 года, в селе проживало 338 человек (160 мужчин и 178 женщин). По данным переписи 2021 года, в селе проживал 341 человек (177 мужчин и 164 женщины).